# Nagari
|  | Aquest article tracta sobre sobre les muntanyes a l'estat de Tamil Nadu. Si cerqueu per la població del Rajasthan, vegeu «Nagri». |

Nagari són unes muntanyes a l'antic districte de North Arcot avui al districte de Vellore al Tamil Nadu, que formen la part sud-est de les muntanyes Ghats Orientals. La seva formació geològica és similar a la muntanya de la Taula a la província del Cap de Bona Esperança. Si van trobar diamants i carbó. El cim més alt és el Nagari Nose.